# 松蔭大学附属松蔭中学校・高等学校
松蔭大学附属松蔭中学校・高等学校（しょういんだいがくふぞく しょういん ちゅうがっこう・こうとうがっこう）は、東京都世田谷区北沢一丁目に所在し、中高一貫教育を提供する私立中学校・高等学校。
高等学校において、中学校から入学した内部進学の生徒と高等学校から入学した外部進学の生徒で、第1学年から混合してクラスを編成する併設型中高一貫校。

## 沿革
- 1941年 - 松蔭女学校を設立
- 1947年 - 松蔭中学校・高等学校に改称
- 1948年 - 松蔭幼稚園開園
- 2005年 - 松蔭中学校・高等学校が共学になる
- 2008年 - 松蔭高等学校に「外国語コース」を新設。
- 2021年
  - 4月1日 - 松蔭中学校を松蔭大学附属松蔭中学校に、松蔭高等学校を松蔭大学附属松蔭高等学校に改称[2]
  - 4月1日 - 松蔭大学附属松蔭中学校の募集を停止[2]

## 交通
- 小田急線東北沢駅より徒歩3分
- 京王井の頭線池ノ上駅より徒歩3分
- 京王バス渋55・渋65 「松蔭学園前」下車。

## 制服
- 中学
  - 冬服　　男子：ブレザー、女子：ブレザー 　
  - 夏服　　男子：ワイシャツ、女子：ベスト
- 高校
  - 冬服　　男子：ブレザー、女子：セーラー服 、ブレザー 　
  - 夏服　　男子：ワイシャツ、女子：セーラー服 、ベスト

## 著名な出身者
- 笹るみ子 - 元女優
- 太地喜和子 - 女優
- 丸山由美 - 元バレーボール選手
- 藤田幸子 - バレーボール、ビーチバレー選手
- 熊前知加子 - 元バレーボール選手
- 華原朋美 - 歌手
- 松井千夏 - プロスカッシュ選手